# 主鷹司
主鷹司（日语：／，訓讀：たかつかさ、たかのつかさ），亦作放鷹司，是日本律令制下兵部省所屬機構。

## 職責
主鷹司主要負責鷹和獵犬的飼養、訓練。司內管員按四等官構建。實際上鷹是由其下所屬的鷹戶們來飼養的。
受佛教“不殺生”理念的影響，在道鏡掌權時的764年至769年廢止，改為放生司（日语：／）。延曆年間恢復，但是自861年就不任命任何官員前往該司了，因此實際上是廢除了。飼養鷹的職責則交給了藏人所的“鷹飼”。

## 職員
- 正（從六位下） 一名
- 令史（少初位下） 一名

- 鷹戶 十七戸
- 使部 六名
- 直丁 一名
- 史生 二名（自796年）